# タルガ・フローリオ

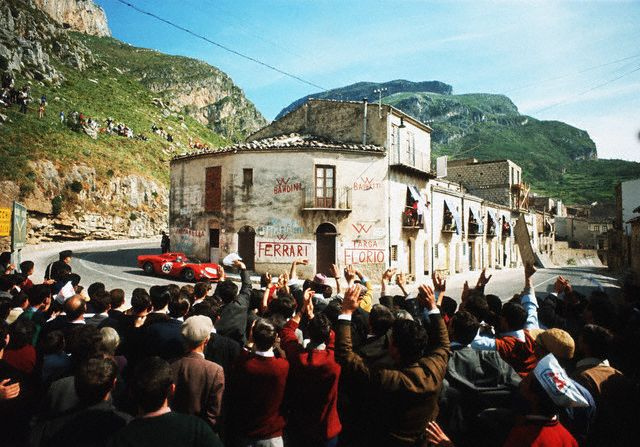
1965年大会の応援風景（コッレザーノ）

タルガ・フローリオ（Targa Florio ）は、1906年から1977年にかけてイタリアシチリア島で行われた公道自動車レースである。国際的なスポーツカーレース大会としては最も歴史が古く、2度の中断期間を挟んで計61回開催された。

## 歴史

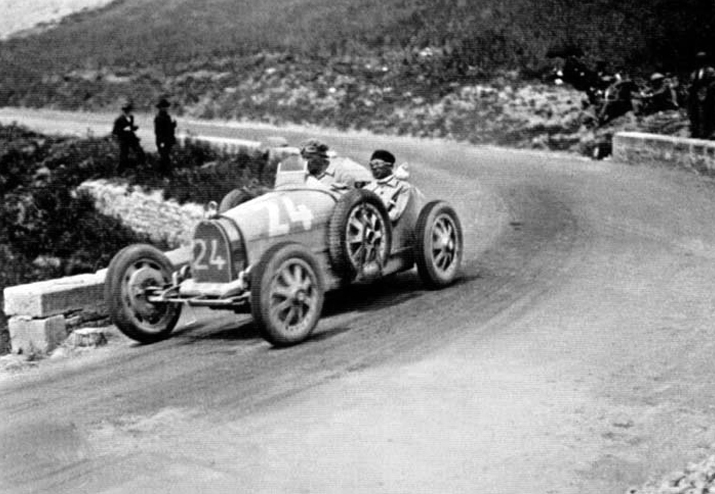
ブガッティ・T35C（1927年）

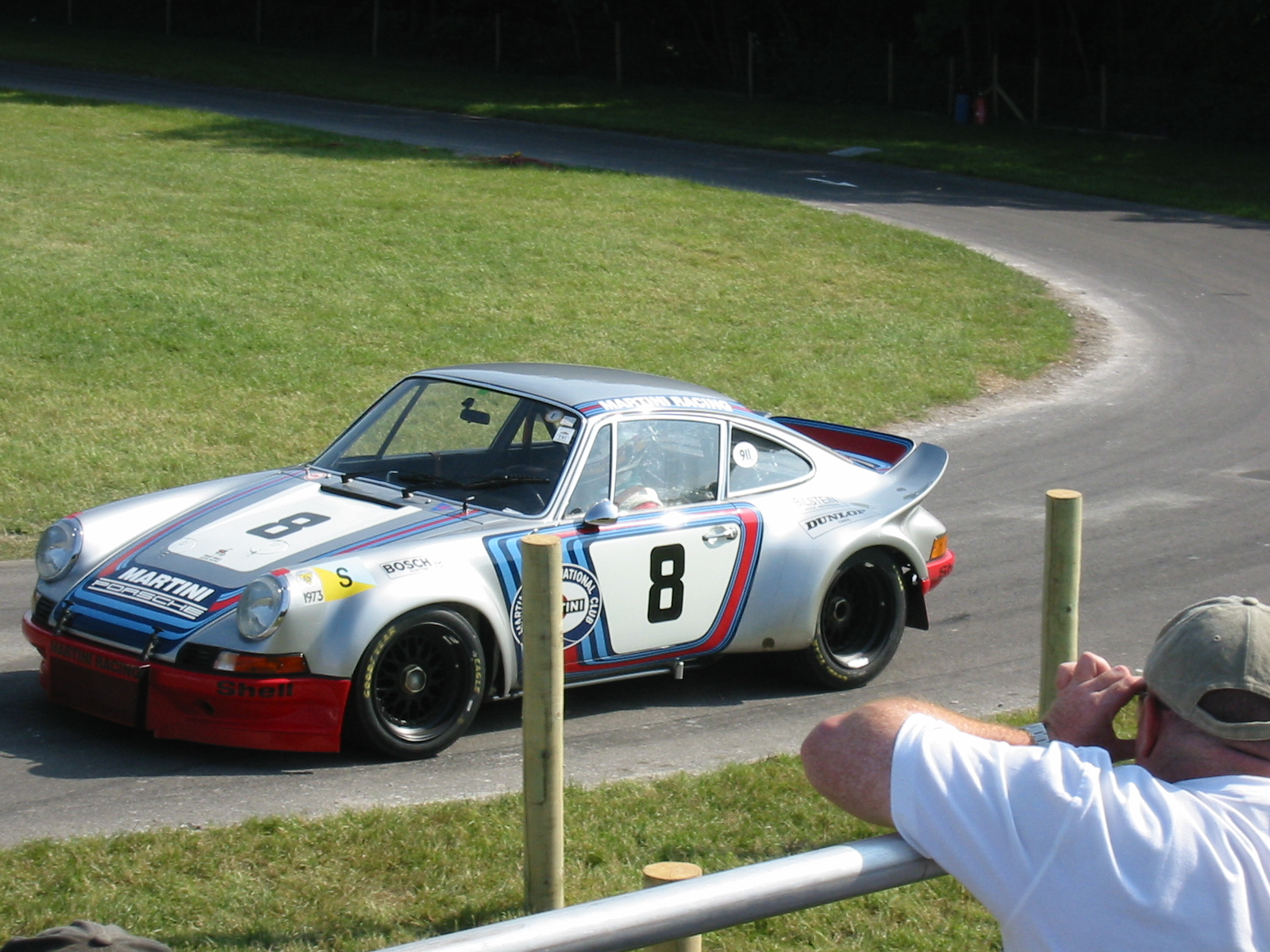
1973年の優勝車、ポルシェ・911RSR

タルガはイタリア語で「盾」を意味し、タルガ・フローリオとは大会後援者のフローリオ家から優勝者に贈られた「フローリオ牌」のことを指す。ル・マン24時間レース（1923年 - ）、ミッレミリア（1927年 - 1957年）と並ぶスポーツカーレースのクラシックイベントであり、曲がりくねった峠道を走る過酷なレースとして人気を博した。
フローリオ家はマルサラワインの製造をはじめ、海運業、タバコ専売などで財をなしたシチリア島の富豪一族である。子息ヴィンチェンツォ・フローリオは自動車レース愛好家としても知られ、1905年にブレシアで行われたレースにコッパ・フローリオ（フローリオ杯）を寄贈した。さらに地元でのレース開催を思い立ち、運営委員会を設立し、自らが優勝したタルガ・リンニャーノ（1902年）にちなんでタルガ・フローリオと命名した。1906年の第1回大会には10台が参加し5台が完走。賞金総額は5万リラ、優勝者には3万リラと記念楯が贈られた。初期の参加資格は「過去に10台以上生産された乗用車」だったが、やがてスポーツカーの参加も認められるようになった。
第一次世界大戦のため1915年から1918年まで中断し、再開した第10回（1919年）では初めて国外勢のプジョーが優勝した。1920年代にはグランプリマシンが参戦するようになり、ブガッティが第16回（1925年）から第20回（1929年）まで5連覇、アルファロメオが第22回（1930年）から第26回（1935年）まで6連覇、マセラティが第28回（1937年）から第31回（1940年）まで4連覇した。その後、第二次世界大戦のため1941年から1948年まで再び中断した。
1950年代後半からはスポーツカー世界選手権の1戦に組み込まれ、フェラーリ、ポルシェ、アルファロメオなどのワークスマシンがしのぎを削った。ポルシェは第50回（1966年）から第54回（1970年）まで5連覇し、通算ではメーカー最多の11勝を挙げた。最盛期の1970年前後には60万人の観客が沿道で声援を送った。
しかし、高性能のプロトタイプカーが狭い公道を走るにつれ危険性は高まり、1973年を最後にスポーツカー世界選手権から外れることになる。ワークスチームが去ったあとはイタリア国内選手権として継続されたが、第61回（1977年）にオゼッラのマシンがコースオフし、観客2名が死亡、2名が重症という大事故が起きる。ミッレ・ミリアと同様に、タルガ・フローリオも死傷事故により歴史にピリオドが打たれた。1978年以降はイタリア国内ラリー選手権のラリー・タルガ・フローリオ（Rally Targa Florio）として名を残している。
また、ニューファンドランド島のタルガ・ニューファンドランド（Targa Newfoundland）、ニュージーランドのタルガ・ニュージーランド（Targa New Zealand）、オーストラリアのタルガ・タスマニア（Targa Tasmania）など、タルガ・フローリオの名にちなんだイベントが行われている。日本でも1988年から数回淡路島で「淡路タルガ・フローリオ」が行われた。

## コース

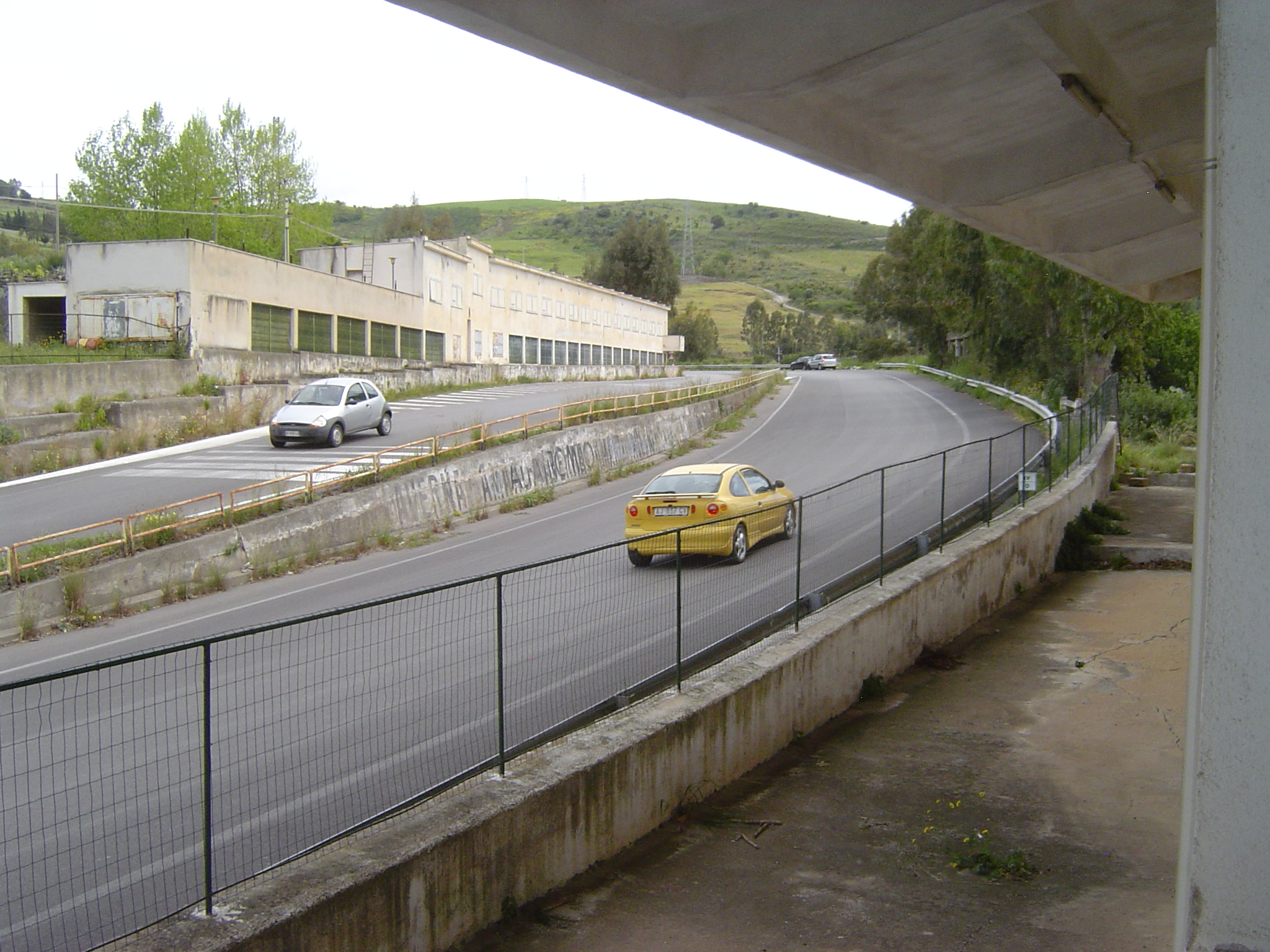
かつてピットレーンとして使用されていたフローリオ・ポリのピット部分(2010年)

スタート/ゴール地点はシチリア島北西部、パレルモ近郊のチェルダ駅前にある。ここには「フローリオ・ポリ」と呼ばれたピット・観客スタンドの施設が現在も残っている。時差式でスタートした各車は内陸部のマドニエ山脈へ登り、反時計回りにカルタヴトゥーロ、コッレザーノなどの山間都市を経由して海岸部へと下り、長い直線を飛ばしてチェルダに戻る。ルートは時代を経て大（グランデ・マドニエ）から中（メディオ・マドニエ）、小（ピッコロ・マドニエ）へと短縮された。
初期の山間ルートはほとんど未舗装のグラベルロードであり、天候の急変や山賊の出没など、ドライバーにもマシンにも耐久力が問われた。走行距離が短縮されてもツイスティーな難コースという特徴は変わらず、ピッコロ・マドニエには1周72kmに832のコーナーがあった。
グランデ・チルクィート・デレ・マドニエ（Grande delle Madonie ）
1周148.823km。周回数は1 - 3周。第1回（1906年）から第6回（1911年）まで使用された。第22回（1931年）にはメディオが土砂崩れのため、グランデを148kmに短縮して使用。
ファステストラップは第2回（1907年）、ヴィンチェンツォ・ランチア（フィアット28/40HP）が記録した2時間43分8秒4（平均速度55.456km/h）。
メディオ・チルクィート・デレ・マドニエ（Medio Circuito delle Madonie ）
1周108km。周回数は4 - 5周。第10回（1919年）から第21回（1930年）まで使用された。
ファステストラップは第21回、アキーレ・ヴァルツィ（アルファロメオ・P2）が記録した1時間21分21秒6（平均速度79.645km/h）。
ピッコロ・チルクィート・デレ・マドニエ（Piccolo Circuito delle Madonie ）
1周72km。周回数は1 - 14周（おもに10周前後）。第23回（1932年）から第27回（1936年）までと、第35回（1951年）から第61回（1977年）まで使用された。
ファステストラップは第54回（1970年）、レオ・キヌーネン（ポルシェ・908/3）が記録した33分36秒（平均速度128.571km/h）。
また、例外的にシチリア島1周コースや、仮設クローズド・サーキットで行われた事もあった。
ジーロ・ディ・シチリア（Giro di Sicilia ）
1周1050km。1912年から1914年まで使用。パレルモを出発し、シチリア島海岸部を反時計回りに1周する。
チルクイート・デル・パルコ・デッラ・ファボリタ（Circuito del Parco della Favorita ）
1937年から1940年まで使用。王立公園内の仮設コースで、直線とシケインで構成されていた。レイアウト変更により距離は1周5.26kmから5.72km、5.7kmへと変わった。
チルクィート・ディ・シチリア（Circuito di Sicilia ）
1周1080km。1948年から1950年まで使用。ジーロよりも長いシチリア島1周コース。

## 結果
| 回 | 年          | ドライバー                                                                        | マシン                      | 時間                     | 周回距離                 | 備考                                                                      |
| -- | ----------- | --------------------------------------------------------------------------------- | --------------------------- | ------------------------ | ------------------------ | ------------------------------------------------------------------------- |
| 1  | 1906        | アレッサンドロ・カーニョ                                                          | イターラ・35/40HP           | 9時間32分22秒            | 446.469km（148.823×3）   |                                                                           |
| 2  | 1907        | フェリーチェ・ナザーロ                                                            | フィアット・28/40HP         | 8時間17分36秒4           | 446.469km（148.823×3）   |                                                                           |
| 3  | 1908        | ヴィンチェンツォ・トルッコ                                                        | イソッタ・フラスキーニ50HP  | 7時間49分26秒6           | 446.469km（148.823×3）   |                                                                           |
| 4  | 1909        | フランチェスコ・チュッパ                                                          | SPA・28/40HP                | 2時間43分19秒2           | 148.823km（148.823×1）   |                                                                           |
| 5  | 1910        | フランコ・トゥリオ・カリオラート                                                  | フランコ・35/50HP           | 6時間20分47秒8           | 297.646km（148.823×2）   |                                                                           |
| 6  | 1911        | エルネスト・チェイラーノ                                                          | SCAT・22/32HP               | 9時間32分22秒4           | 446.469km（148.823×3）   |                                                                           |
| 7  | 1912        | シリル・スナイプ ペドゥリーニ                                                     | SCAT・25/35                 | 24時間37分19秒           | 1050km                   | 第1回ジーロ・ディ・シチリア                                               |
| 8  | 1913        | フェリーチェ・ナザーロ                                                            | ナザーロ・2                 | 19時間18分40秒           | 1050                     | 第2回ジーロ・ディ・シチリア                                               |
| 9  | 1914        | エルネスト・チェイラーノ                                                          | SCAT・22/32HP               | 16時間51分31秒           | 1050                     | 第3回ジーロ・ディ・シチリア                                               |
|    | 1915 - 1918 | 第一次世界大戦のため中断                                                          | 第一次世界大戦のため中断    | 第一次世界大戦のため中断 | 第一次世界大戦のため中断 | 第一次世界大戦のため中断                                                  |
| 10 | 1919        | アンドレ・ボワイヨ                                                                | プジョー・25HP              | 7時間51分01秒8           | 432km（108×4）           |                                                                           |
| 11 | 1920        | グイド・メレガッリ                                                                | ナザーロ・グランプリ        | 8時間27分23秒8           | 432km（108×4）           |                                                                           |
| 12 | 1921        | ジュリオ・マゼッティ                                                              | フィアット・S57 14B         | 7時間25分5秒4            | 432km（108×4）           |                                                                           |
| 13 | 1922        | ジュリオ・マゼッティ                                                              | メルセデス・GP              | 6時間50分50秒4           | 432km（108×4）           |                                                                           |
| 14 | 1923        | ウーゴ・シボッチ                                                                  | アルファロメオ・RLTF        | 7時間18分0秒2            | 432km（108×4）           |                                                                           |
| 15 | 1924        | クリスティアン・ヴェルナー                                                        | メルセデス・インディ        | 6時間32分37秒4           | 432km（108×4）           |                                                                           |
| 16 | 1925        | バルトロメオ・コスタンティーニ                                                    | ブガッティ・タイプ35        | 7時間32分27秒2           | 540km（108×5）           |                                                                           |
| 17 | 1926        | バルトロメオ・コスタンティーニ                                                    | ブガッティ・タイプ35T       | 7時間20分45秒            | 540km（108×5）           |                                                                           |
| 18 | 1927        | エミリオ・マテラッツィ                                                            | ブガッティ・タイプ35C       | 7時間35分55秒4           | 540km（108×5）           |                                                                           |
| 19 | 1928        | アルベール・ディーヴォ                                                            | ブガッティ・タイプ35B       | 7時間20分56秒6           | 540km（108×5）           |                                                                           |
| 20 | 1929        | アルベール・ディーヴォ                                                            | ブガッティ・タイプ35        | 7時間15分41秒8           | 540km（108×5）           |                                                                           |
| 21 | 1930        | アキーレ・ヴァルツィ                                                              | アルファロメオ・P2          | 6時間55分16秒8           | 540km（108×5）           |                                                                           |
| 22 | 1931        | タツィオ・ヌヴォラーリ                                                            | アルファロメオ・8C2300      | 9時間0分27秒             | 592km（148×4）           |                                                                           |
| 23 | 1932        | タツィオ・ヌヴォラーリ                                                            | アルファロメオ・8C2300M     | 7時間15分50秒6           | 576km（72×8）            |                                                                           |
| 24 | 1933        | アントニオ・ブリーヴィオ                                                          | アルファロメオ・8C2300M     | 6時間35分3秒2            | 504km（72×7）            |                                                                           |
| 25 | 1934        | アキーレ・ヴァルツィ                                                              | アルファロメオ・P3          | 6時間14分26秒8           | 432km（72×6）            |                                                                           |
| 26 | 1935        | アントニオ・ブリーヴィオ                                                          | アルファロメオ・P3          | 5時間27分29秒            | 432km（72×6）            |                                                                           |
| 27 | 1936        | コンスタンティーノ・マジストゥリ                                                  | ランチア・アウグスタ        | 2時間8分47秒2            | 144km（72×2）            | 12月開催                                                                  |
| 28 | 1937        | ジュリオ・セヴェーリ                                                              | マセラティ・6CM             | 2時間55分49秒            | 315.6km（5.26×60）       |                                                                           |
| 29 | 1938        | ジョバンニ・ロッコ                                                                | マセラティ・6CM             | 1時間30分4秒6            | 171.6km（5.72×30）       |                                                                           |
| 30 | 1939        | ルイジ・ヴィロレージ                                                              | マセラティ・6CM             | 1時間40分15秒4           | 228km（5.7×40）          |                                                                           |
| 31 | 1940        | ルイジ・ヴィロレージ                                                              | マセラティ・4CM             | 1時間36分8秒6            | 228km（5.7×40）          |                                                                           |
|    | 1941 - 1947 | 第二次世界大戦のため中断                                                          | 第二次世界大戦のため中断    | 第二次世界大戦のため中断 | 第二次世界大戦のため中断 | 第二次世界大戦のため中断                                                  |
| 32 | 1948        | "プリンチペ・イゴール" （イゴール・トルベツコイ） クレメンテ・ビオンディッティ    | フェラーリ・166S            | 12時間10分0秒            | 1080km                   | 第8回ジーロ・ディ・シチリア                                               |
| 33 | 1949        | クレメンテ・ビオンディッティ アルド・ベネディッティ                               | フェラーリ・166S            | 13時間15分9秒6           | 1080km                   | 第9回ジーロ・ディ・シチリア                                               |
| 34 | 1950        | マリオ・ボルニジーア ジャンフランコ・ボルニジーア                                 | アルファロメオ・6C2500C     | 12時間26分33秒           | 1080km                   | 第10回ジーロ・ディ・シチリア                                              |
| 35 | 1951        | フランコ・コルテーゼ                                                              | フレイザー・ナッシュ・BMW   | 7時間31分7秒8            | 576km（72×8）            |                                                                           |
| 36 | 1952        | フェリーチェ・ボネット                                                            | ランチア・アウレリアB20     | 7時間11分52秒            | 576km（72×8）            |                                                                           |
| 37 | 1953        | ウンベルト・マリオーリ                                                            | ランチア・D20               | 7時間8分35秒8            | 576km（72×8）            |                                                                           |
| 38 | 1954        | ピエロ・タルッフィ                                                                | ランチア・D24               | 6時間24分18秒            | 576km（72×8）            |                                                                           |
| 39 | 1955        | スターリング・モス ピーター・コリンズ                                             | メルセデス・ベンツ・300SLR  | 9時間43分14秒            | 936km（72×13）           | スポーツカー世界選手権 第6戦                                              |
| 40 | 1956        | ウンベルト・マリオーリ                                                            | ポルシェ・550a/1500RS       | 7時間54分52秒6           | 720km（72×10）           |                                                                           |
| 41 | 1957        | ファビオ・コロンナ ジュリア・テールリング                                         | フィアット・600             | 減点0.8 最終減点0.6      | 360km（72×5）            | [ 4 ]                                                                     |
| 42 | 1958        | ルイジ・ムッソ オリヴィエ・ジャンドビアン                                         | フェラーリ・250TR           | 10時間37分58秒1          | 1008km（72×14）          | スポーツカー世界選手権 第3戦                                              |
| 43 | 1959        | エドガー・バルト ヴォルフガング・ザイデル                                         | ポルシェ・718RSK            | 11時2間21分8秒           | 1008km（72×14）          | スポーツカー世界選手権 第2戦                                              |
| 44 | 1960        | ヨアキム・ボニエ ハンス・ヘルマン                                                 | ポルシェ・718RS             | 7時間33分8秒4            | 720km（72×10）           | スポーツカー世界選手権 第3戦                                              |
| 45 | 1961        | ヴォルフガング・フォン・トリップス リッチー・ギンサー →オリヴィエ・ジャンドビアン | フェラーリ・ディーノ・246SP | 6時間57分39秒4           | 720km（72×10）           | スポーツカー世界選手権 第2戦                                              |
| 46 | 1962        | ウィリー・メレス リカルド・ロドリゲス オリヴィエ・ジャンドビアン                  | フェラーリ・ディーノ・246SP | 7時間2分56秒6            | 720km（72×10）           | グランドツーリング製造者世界選手権 第5戦                                  |
| 47 | 1963        | ヨアキム・ボニエ カルロ・マリオ・アバーテ                                         | ポルシェ・718RS             | 6時間55分45秒2           | 720km（72×10）           | グランドツーリング製造者世界選手権 第4戦 プロトタイプ国際トロフィー 第2戦 |
| 48 | 1964        | アントニオ・プッチ コリン・デイビス                                               | ポルシェ・904GTS            | 7時間10分53秒6           | 720km（72×10）           | グランドツーリング製造者世界選手権 第3戦 プロトタイプ国際トロフィー 第2戦 |
| 49 | 1965        | ニーノ・ヴァッカレッラ ロレンツォ・バンディーニ                                   | フェラーリ・275P2           | 7時間1分12秒4            | 720km（72×10）           | グランドツーリング製造者世界選手権 第7戦 プロトタイプ国際トロフィー 第3戦 |
| 50 | 1966        | ウィリー・メレス ヘルベルト・ミューラー                                           | ポルシェ・906-6             | 7時間16分32秒6           | 720km（72×10）           | スポーツカー国際選手権 第4戦 製造者国際トロフィー 第4戦                   |
| 51 | 1967        | ポール・ホーキンス ロルフ・シュトメレン                                           | ポルシェ・910-8             | 6時間37分1秒             | 720km（72×10）           | スポーツカー国際選手権 第5戦 製造者国際トロフィー 第5戦                   |
| 52 | 1968        | ヴィック・エルフォード ウンベルト・マリオーリ                                     | ポルシェ・907-8             | 6時間28分47秒9           | 720km（72×10）           | メイクス国際選手権 第5戦                                                  |
| 53 | 1969        | ゲルハルト・ミッター ウード・シュッツ                                             | ポルシェ・908/2             | 6時間7分45秒3            | 720km（72×10）           | メイクス国際選手権 第5戦                                                  |
| 54 | 1970        | ブライアン・レッドマン ジョー・シフェール                                         | ポルシェ・908/3             | 6時間35分30秒            | 792km（72×11）           | メイクス国際選手権 第5戦                                                  |
| 55 | 1971        | ニーノ・ヴァッカレッラ トイネ・ヘゼマンス                                         | アルファロメオ・33/3        | 6時間35分46秒2           | 792km（72×11）           | メイクス国際選手権 第7戦                                                  |
| 56 | 1972        | アルトゥーロ・メルツァリオ サンドロ・ムナーリ                                     | フェラーリ・312PB           | 6時間27分48秒            | 792km（72×11）           | メイクス世界選手権 第7戦                                                  |
| 57 | 1973        | ヘルベルト・ミュラー ジィズ・ヴァン・レネップ                                     | ポルシェ・911RSR            | 6時間54分19秒9           | 792km（72×11）           | メイクス世界選手権 第6戦                                                  |
| 58 | 1974        | アミルカーレ・バレッストリエーリ ジェラール・ラルース                             | ランチア・ストラトス        | 4時間35分2秒6            | 504km（72×7）            |                                                                           |
| 59 | 1975        | アルトゥーロ・メルツァリオ ニーノ・ヴァッカレッラ                                 | アルファロメオ・33TT12      | 4時間59分18秒7           | 576km（72×8）            |                                                                           |
| 60 | 1976        | "アンフィカー" （エウジェニオ・レンナ） アルマンド・フロリーディア                | オゼッラ・PA4 BMW           | 5時間48分46秒4           | 576km（72×8）            |                                                                           |
| 61 | 1977        | "アバッシュ" （アルフォンソ・メレンディーノ） フランコ・レスティーヴォ            | シェブロン・B36 BMW         | 2時間41分17秒            | 288km（72×8→4）          | 赤旗レース終了                                                            |

- メーカー別ではポルシェが最多の11勝、アルファロメオが10勝、フェラーリが7勝。次いでランチアとブガッティが5勝、マセラティが4勝、メルセデス・ベンツとSCATが3勝となっている。
- ドライバーではウンベルト・マリオーリ、ニーノ・ヴァッカレッラ、オリヴィエ・ジャンドビアンがそれぞれ3勝した。ヴァッカレッラは学校の校長という経歴を持つシチリアの英雄であり、地元住人から熱烈な応援を受けた。1966年には観客に手を振った拍子にコースアウトし、優勝を逃したという逸話を残している。
- 第14回大会で優勝したウーゴ・シボッチは幸運のお守りとして四葉のクローバー（クアドリフォリオ・ヴェルデ）のマークをマシンに付けていた。シボッチの死後、このマークはアルファロメオレーシングチームのシンボルになった。

## 参考リンク
- Porsche シチリアの追憶